# Samaná (province)
Pour les articles homonymes, voir Samaná.
Samaná est l'une des 32 provinces de la République dominicaine. Son chef-lieu porte le même nom : Samaná. Elle est limitée à l'ouest par les provinces María Trinidad Sánchez, Duarte et de Monte Plata, au nord par la baie Écossaise et au sud par la baie de Samaná (océan Atlantique).